# جانزبرو (ایلینوی)
جانزبرو، ایلینوی (به انگلیسی: Jonesboro, Illinois) یک شهر در ایالات متحده آمریکا با جمعیت ۱٬۸۵۳ نفر است که در ایلی‌نوی واقع شده‌است.